# Włoszka
Włoszka (niderl. De Italiaanse, ang. Italian Woman (Agostina Segatori?)) – obraz olejny (Nr kat.: F 381, JH 1355) namalowany przez Vincenta van Gogha w grudniu 1887 podczas jego pobytu w Paryżu, znany też pod tytułem Włoszka z goździkami lub Portret kobiety z goździkami.

## Historia i opis
Kobietą przedstawioną na obrazie jest Agostina Segatori (1843–1910), była modelka Corota, Gérôme’a i Maneta, z którą Van Gogh wydawał się mieć krótki romans na kilka miesięcy przed namalowaniem tego portretu. Na podobieństwo do Segatori wskazują wydatne wargi modelki i jej szeroki nos, a także tytuł obrazu. Podczas pobytu w Paryżu, od marca 1886 do lutego 1888, Van Gogh zapoznał się z naukową teorią koloru, rozwiniętą przez neoimpresjonistów. Interesował się również dogłębnie japońskimi drzeworytami. W portrecie Włoszki dokonał własnej syntezy obu tych gatunków.
Na wpływ japońskich drzeworytów wskazują: asymetryczna, dekoracyjna granica obrazu (u góry i z prawej strony), stylizacja portretowanej postaci, charakterystyczna dwuwymiarowość obrazu (brak cieni i perspektywy), błękitne krzesło z tyłu i jednolite, żółte tło, a także efekt „pomarszczenia” powierzchni malowidła.
W celu osiągnięcia intensywności Van Gogh zastosował zestawienie kolorów dopełniających, łącząc na wzór neoimpresjonistów odcienie czerwone z zielonymi i błękitne z pomarańczowymi, jednak w przeciwieństwie do puentylistycznych pociągnięć pędzlem, charakterystycznych dla Seurata i Signaca, użył tu mocnych, krzyżujących się i zachodzących na siebie, nerwowych kresek. Charakterystyczną cechą obrazu jest czysto dekoracyjne zastosowanie barw, które nie tyle opisują spódnicę modelki, co raczej tworzą kontrastową równowagę czerwieni i zieleni z odcieniami żółtymi.
Na twarzy Agostiny Segatori przeważa czerwień i zieleń, co jest zapowiedzią poglądów artysty, wyrażonych rok później w Arles: „za pomocą czerwieni i zieleni starać się wyrazić straszliwe namiętności ludzkie”.